# Jelena Romanova
Jelena Nikolajevna Romanova (ryska: Елена Николаевна Романова), född 20 mars 1963 i Neschenskoje i dåvarande Sovjetunionen, död 28 januari 2007 i Volgograd, var en rysk friidrottare som tävlade i medeldistanslöpning.
Romanovas första internationella mästerskap var VM i Rom 1987 där hon slutade femma på 5 000 meter. Hon ställde även upp på 10 000 meter men fullföljde inte loppet. Hon deltog även vid Olympiska sommarspelen 1988 i Seoul och slutade där fyra på 3 000 meter. Tiden från det loppet 8.30,45 blev hennes personliga rekord på 3 000 meter. 
Hennes genombrott kom vid EM 1990 i Split där hon vann guld på 10 000 meter och silver på 3 000 meter. Ytterligare en framgång blev VM 1991 i Tokyo där hon blev silvermedaljör på 3 000 meter endast slagen av landsmannen Tatjana Samolenko. Återigen ställde hon upp på 10 000 meter och inte heller denna gång fullföljde hon loppet. 
Romanovas främsta merit kom vid de Olympiska sommarspelen 1992 i Barcelona där hon tävlade för det Förenade laget på 3 000 meter. I finalen slog hon den regerande mästarinnan Samolenko och vann guld. 
Efter OS-guldet var hon med vid VM 1993 i Stuttgart där hon slutade på sjätte plats. Hon deltog även vid de Olympiska sommarspelen 1996 där hon slutade på sjätte plats på 5 000 meter. 
Romanova anträffades död i sin lägenhet i Volgograd i januari 2007.